# Maktúm bin Rásid Ál Maktúm
Maktúm bin Rásid Ál Maktúm sejk (arabul:الشيخ مكتوم بن راشد آل مكتوم) (Shindagha, Dubaj, 1943 – Gold Coast, Queensland, Ausztrália, 2006. január 4.) az Egyesült Arab Emírségek alelnöke és miniszterelnöke, Dubaj emírje.
Első miniszterelnöki ciklusát 1971. december 9-én kezdte meg, ez 1979. április 25-éig tartott, ekkor apja, Rásid bin Szaíd Ál Maktúm sejk vette át a kormány irányítását. 1990. október 7-én, apja halála után lett ismét az Emírségek miniszterelnöke és egyben Dubaj kormányzója is. E tisztségeket haláláig megtartotta.
2004 novemberében ideiglenesen, pár napig az Emírségek elnöki tisztségét is ellátta. Testvéreivel, a védelmi miniszter Mohamed sejkkel és a pénzügyminiszter Hamdán sejkkel vezette az országot. Halálát szívroham okozta.

## Tevékenysége
Az 1950-es években Dubaj folyója elkezdett iszaposodni, valószínűleg az itt használt hajók egyre növekvő száma miatt. Dubai néhai uralkodója, úgy döntött, kikotortatja a vízi utat. Törekvő és költséges projekt volt ez.Ezzel egyre nagyobb rakományok mentek át a városon. Összességében megerősítette Dubai pozícióját, mint az egyik legfőbb kereskedelmi központ.
1966-ban olajat találtak, Sejk Rashid Dubai infrastrukturális fejlesztésére fordította az olajból befolyó jövedelmeket. Iskolák, kórházak, utak, modern telekommunikációs hálózat épült. A nemzetközi repülőtéren egy új kaput és terminált építettek. A kifutópályát is kiszélesítették, hogy nagyobb repülőgépek is le- és felszállhassanak. A világ legnagyobb ember által készített kikötőjét építették ki Jebel Alinál, amely körül szabad területet alakítottak ki. A jövőképpel rendelkező vezetés, magas színvonalú infrastruktúrát, külföldbarát környezet, adómentesség a személyi és vállalati jövedelmekre, és alacsony import fizetési kötelezettségeket biztosított. Az eredmény végül az lett, hogy Dubai hamar a régió üzleti és turista központjává vált, mely régió Egyiptomtól az indiai szubkontinensig, és Dél-Afrikától a ma már Független Államok Közösségéig tart.
Az 1960-as évek óta Zayed bin Sultan Al Nahyan sejk, Abu Dhabi akkori uralkodója és Rashid bin Saeed Al Maktoum sejk megálmodta, hogy létrehozzák a régió emirátusainak szövetségét. 1971-ben vált valóra az álmuk, amikor Dubai, Abu Dhabi, Sharjah, Ajman, Umm Al Quwain, Fujairah és 1972-ben Ras Al Khaimah összefogott, és létrejött az Egyesült Arab Emirátusok. Zayed sejk, az Egyesült Arab Emirátusok első elnöke haláláig volt pozíciójában. Uralkodása alatt az emirátusok a világ egyik leggazdagabb országává vált évi 17 ezer dollárnyi GDP/fővel. Az 1980-as években és a kilencvenes évek elején Dubaj stratégiai döntést hozott, hogy az egyik legnagyobb, nemzetközi színvonalú turistacélponttá váljék. A turizmusba fektetett infrastruktúra az évek során meghozta gyümölcsét. 2000-ben a 3 millió körüli látogató nagyban megnövelte Dubai 850 ezres lakosságát.